# クリシャン・カント
クリシャン・カント（Krishan Kant、1927年2月28日 - 2002年7月27日）は1997年から2002年に亡くなるまでインドの第10代副大統領を務めたインドの政治家である。

## 出生
カントは1927年2月28日、パンジャーブ州アムリトサル地区のコット・モハマド・カーンで、独立活動家のララ・アチント・ラムとサティヤヴァティ・デヴィの間に生まれた。

## 政治家として
1966年にカントはハリヤーナー州を代表してインド議会上院議員に選出された。
1997年に副大統領に選出された。

## 死去
2002年7月27日にカントはニューデリーで心臓発作を起こし、1時間後に死亡した。年齢は75歳であった。現在に至るまで、インド副大統領の中で在任中に死亡した唯一の人物である。